# Беањи
Беањи (фр. Béhagnies) насеље је и општина у североисточној Француској у региону Север-Па д Кале, у департману Па де Кале која припада префектури Арас.
По подацима из 2011. године у општини је живело 121 становника, а густина насељености је износила 39,54 становника/km². Општина се простире на површини од 3,06 km². Налази се на средњој надморској висини од 108 метара (максималној 122 m, а минималној 93 m).

## Демографија
| 1962. | 1968. | 1975. | 1982. | 1990. | 1999. | 2011. |
| ----- | ----- | ----- | ----- | ----- | ----- | ----- |
| 150   | 151   | 137   | 133   | 115   | 127   | 121   |

График промене броја становника у току последњих година